# Exonucleases

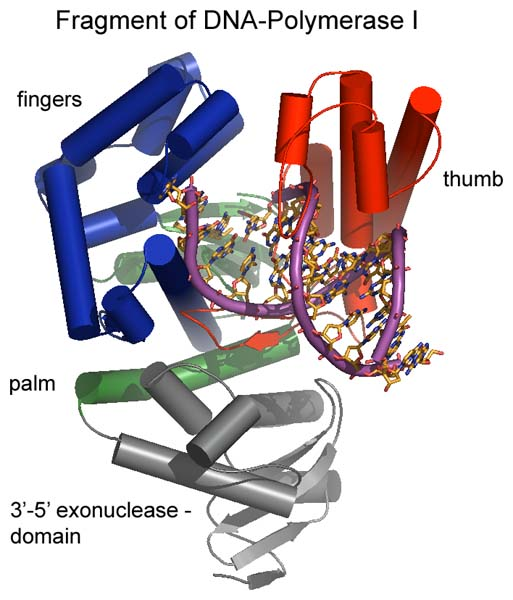
Domínio exonuclease 3' - 5' associada com Pol I.

Exonucleases são enzimas que atuam na clivagem de nucleótideos a partir do final (exo) de uma cadeia polinucleotídica, eliminando um nucleotídeo por vez. Através de uma reação de hidrólise há a quebra de ligações fosfodiéster pela extremidade 3' ou 5'. Suas relativas próximas são as endonucleases, que clivam ligações fosfodiéster no meio (endo) de cadeias. Eucariotos e procariotos possuem três principais tipos de exonucleases involvidas na degradação natural do RNAm intracelular: exonucleases 5' - 3', que dependem de complexos decapadores (DCP2) que retiram o cap 5'; exonucleases 3' - 5' independentes; e uma específica à cauda Poli-A exonuclease 3' - 5'.
Nos domínios Archea e Eukarya uma das principais rotas de degradação de RNA é realizada pelo complexo multiproteíco do exossoma, que consiste majoritariamente de 3' - 5' exoribonucleases.